# Black Night
„Black Night“ je skladba britské hard rockové hudební skupiny Deep Purple, poprvé vydaná jako singl v roce 1970 propagující album In Rock. Skladba byla už ve své době přijata a hodnocena velmi dobře, dostala se až na druhé místo britského žebříčku a stala se jedním z klasických hitů skupiny.

## Historie
Když Deep Purple dokončili natáčení alba In Rock, obrátilo se na ně vydavatelství Harvest Records s žádostí o singl. Kapela žádný připravený neměla, byla proto pověřena, aby nějakou novou píseň složila. Black Night vznikla, podobně jako mnoho dalších skladeb Deep Purple, jamováním a improvizací ve studiu. Jejím základem byl melodický kytarový riff převzatý z písně Summertime od Rickyho Nelsona (v originále hraný na baskytaru), na němž byl vystavěn song s výraznou rytmikou, a krátkým sólem na kytaru a varhany. Text složil zpěvák Ian Gillan s baskytaristou Rogerem Gloverem, přičemž první z nich prohlásil, že se jedná o nejhloupější a nejbanálnější text, jaký kdy vytvořil. Deep Purple údajně celou píseň zkompletovali během třiceti minut (a v lehce podnapilém stavu) a po osmi zkušebních pokusech ji nahráli.

## Kritika a přijetí
Nahrávací společnost Harvest Records byla písní nadšena a okamžitě ji vydala. Singl si vedl nad očekávání dobře a v britském žebříčku se vyšplhal až na druhou příčku, kde se přetlačoval s dalším legendárním hitem - Paranoid od Black Sabbath. Black Night se v hitparádě udržela ještě velkou část roku a její úspěch otevřel kapele dveře k jejich prvnímu vystoupení v kultovým pořadu Top Of The Pops. Také mezi fanoušky se těšila oblibě a v době Mark II (druhé sestavy) byla pevnou součástí koncertního playlistu. Po odchodu Gillana a Glovera se z něj vytratila, úryvky z ní, ale kytarista Ritchie Blackmore hrál během svých improvizací. Po opětovném sjednocení druhé sestavy se na koncerty vrátila.
V roce 1995 vyšla reedice alba In Rock při příležitosti 25. výročí od vydání a skladba Black Night byla na tomto vydání zařazena mezi bonusové skladby.

## Sestava
- Ian Gillan – zpěv
- Ritchie Blackmore – kytara
- Roger Glover – baskytara
- Jon Lord – varhany
- Ian Paice – bicí